# Kraftwandler

Kraftumformende Einrichtungen

Flaschenzüge als Kraftwandler

Ein Kraftwandler ist eine mechanische Anordnung zur Veränderung einer Kraft in Bezug auf ihren Angriffspunkt, ihre Richtung oder ihren Betrag.
Die einfachsten Kraftwandler sind Seile, Stangen, Rollen, schiefe Ebenen und Hebel. Dies sind gleichzeitig die grundlegenden einfachen Maschinen.
Seile, Stangen und Hebel verändern den Angriffspunkt der Kraft, da die Kraft nicht mehr am Objekt selbst, sondern in einiger Distanz aufgebracht wird. Hebel, schiefe Ebenen sowie lose Rollen wirken zudem betragsändernd. Schrauben wirken wie aufgewickelte schiefe Ebenen; sie kommen ebenfalls in einer Vielzahl von Bauformen vor.
Feste Rollen wirken in Kombination mit Seilen auf die Richtung der Kraft, ohne deren Betrag zu ändern. Lose Rollen, die mit Seilen kombiniert werden, nennt man Flaschenzug. Dieser bewirkt zusätzlich eine Änderung des Kraftbetrags.
Nach dem Energieerhaltungssatz bzw. der Goldenen Regel der Mechanik lässt ein Kraftwandler das Produkt aus Kraft und Weg, also die Arbeit, unverändert. Benötigt man also beispielsweise durch Verwendung eines Flaschenzugs nur ein Viertel des normalerweise erforderlichen Kraftbetrags zum Heben einer Last, so ist dies mit einer Vervierfachung des Seilwegs verbunden. Ggf. muss allerdings aufgrund von Reibung etwas mehr Kraft aufgewendet werden.